# Phyllosticta opuli
Phyllosticta opuli är en svampart som beskrevs av Sacc. 1878. Phyllosticta opuli ingår i släktet Phyllosticta och familjen Botryosphaeriaceae.   Inga underarter finns listade i Catalogue of Life.